# Салмин, Александр Михайлович
Александр Михайлович Салмин (5 января 1946 года — 13 ноября 2016 года, Новосибирск, Российская Федерация) — советский спортсмен, советский и российский тренер по подводному спорту, заслуженный мастер спорта СССР и заслуженный тренер СССР.

## Биография
Подводным спортом начал заниматься в армии на базе СКА (Новосибирск). Многократный чемпион СССР, Европы и мира по подводному ориентированию. Чемпион Европы по скоростному плаванию.
Осенью 1975 года ему первому из советских аквалангистов было присвоено звание заслуженного мастера спорта СССР. В январе 1977 года был награждён орденом Знак Почёта.
После окончания спортивной карьеры стал тренером.
Его учениками являются:
- Владимир Зайцев
- Павел Кабанов
- Медея Кабанова
- Алексей Казанцев
- Роман Малетин
- Александр Матюшин
- Александр Иванець
- Алексей Бусловских

## Награды и звания
Награжден орденом «Знак Почета» (1975).